# 阿拉莫德 (密蘇里州)
阿拉莫德（英語：Alamode）是位於美國密蘇里州雷諾茲縣的鬼鎮。

## 歷史
阿拉莫德的郵局於1846年設立，其後於1909年停運。

## 地理
阿拉莫德所處的海拔為高於海平面266米（即873英呎），而該地所採用的時區為UTC-6，即北美中部時區（CST）。同時該地設有夏令時間，為UTC-6調快一小時，即UTC-5（CDT）。